# 吳兆壆
吴兆壆（？年—？年），號幼民，福建漳州府漳浦县人。明末清初政治人物。

## 生平
天啓四年（1624年）甲子科福建乡试舉人，崇祯四年（1631年）辛未科进士。户部观政，授常州府推官，十年调降永平府簡较，十二年升卫辉府推官，十三年升户部浙江司主事。十四年升常州府知府，十五年以病去职。